# Langhe

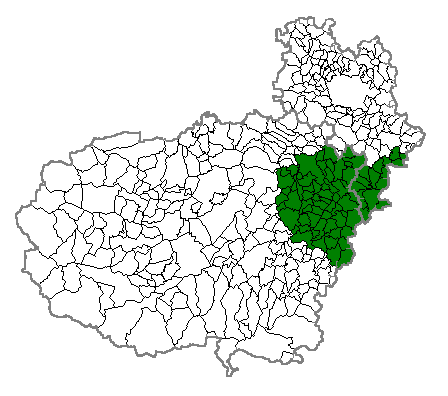
Bản đồ vị trí Langhe tại hai tỉnh Asti và Cuneo

Langhe (hay theo ngôn ngữ địa phương Langa, Mons Langa và Bassa Langa) là một khu vực đồi núi ở phía nam và phía đông của sông Tanaro trong tỉnh Cuneo, vùng Piemonte, phía Bắc Ý.
Khu vực nổi tiếng với rượu vang, pho mát, và nấm cục, đặc biệt là nấm cục trắng của Alba. Các vùng nông thôn xuất hiện trong các tác phẩm của Beppe Fenoglio và Cesare Pavese, những người được sinh ra ở Santo Stefano Belbo. Cảnh quan văn hóa với những vườn nho tại Langhe đã trở thành một phần của di sản thế giới của UNESCO vào năm 2014.